# Mitch Ostberg
Mitch Ostberg – kanadyjski zapaśnik walczący w stylu wolnym. Zajął dziesiąte miejsce na mistrzostwach świata w 1991. Piąty w Pucharze Świata w 1989. Zwyciężył na Igrzyskach Wspólnoty Narodów w 1986. Mistrz Wspólnoty Narodów w 1985 roku.